# Yelena Vesniná
Yelena Serguéievna Vesniná (en ruso: Еле́на Серге́евна Веснина́; Leópolis, 1 de agosto de 1986) es una extenista profesional de Rusia.
En individuales, la tenista rusa ha conseguido dos títulos y alcanzó las semifinales del Campeonato de Wimbledon 2016, siendo su mejor ranking el n.° 13.
Pero no es aquí donde sobresale, sino en el dobles, donde alcanzó la tercera posición del ranking, consiguiendo 17 títulos. Destacan el Torneo de Roland Garros 2013, el Abierto de Estados Unidos 2014 y el oro olímpico en los Juegos Olímpicos de Río de Janeiro 2016, los tres junto a su compatriota Yekaterina Makárova. Además, se coronó campeona del dobles mixto en el Abierto de Australia 2016 junto al brasileño Bruno Soares.
Mucho se había especulado sobre la ausencia de Elena Vesnina en el circuito desde el pasado mes de mayo de 2018, donde caía en primera ronda de Roland Garros tanto en el cuadro individual como en dobles. Cuatro meses después, ha sido la propia jugadora rusa la que ha descubierto el motivo de su desaparición, que no era una lesión. Con 32 años, la tenista se prepara para ser mama por primera vez.
En noviembre de 2018 ha anunciado que su hija ya ha nacido, llevando de nombre Elizabeth Tabuntsova.
“Espero que la gente me recuerde por ser una buena deportista, pero también como una buena persona. Es importante para mí que me recuerden de esta manera en la cancha, fuera de ella y en el vestuario. Muchas chicas lo entenderán cuando sean más mayores y se acerque el final de su carrera, se darán cuenta más de la importancia de todo esto”, señaló Vesnina.
Durante 2021 volvió a la competición en la categoría de dobles y en Roland Garros en singles llegando a la tercera ronda.

## Torneos de Grand Slam

### Dobles

#### Títulos (3)
| Año  | Torneo            | Pareja              | Oponentes en la final           | Resultado en final |
| 2013 | Roland Garros     | Yekaterina Makárova | Sara Errani Roberta Vinci       | 7-5, 6-2           |
| 2014 | Abierto de EE.UU. | Yekaterina Makárova | Martina Hingis Flavia Pennetta  | 2-6, 6-3, 6-2      |
| 2017 | Wimbledon         | Yekaterina Makárova | Hao-Ching Chan Monica Niculescu | 6-0, 6-0           |

#### Finales (8)
| Año  | Torneo               | Pareja               | Oponentes en la final               | Resultado en final |
| 2009 | Roland Garros        | Victoria Azarenka    | Anabel Medina Virginia Ruano        | 1-6, 1-6           |
| 2010 | Wimbledon            | Vera Zvonareva       | Vania King Yaroslava Shvédova       | 6-7(6), 2-6        |
| 2011 | Roland Garros        | Sania Mirza          | Andrea Hlaváčková Lucie Hradecká    | 4-6, 3-6           |
| 2014 | Abierto de Australia | Yekaterina Makárova  | Sara Errani Roberta Vinci           | 4-6, 6-3, 5-7      |
| 2015 | Wimbledon            | Yekaterina Makárova  | Martina Hingis Sania Mirza          | 7-5, 6-7(4), 5-7   |
| 2016 | Roland Garros        | Yekaterina Makárova  | Caroline Garcia Kristina Mladenovic | 3-6, 6-2, 4-6      |
| 2018 | Abierto de Australia | Yekaterina Makárova  | Tímea Babos Kristina Mladenovic     | 4-6, 3-6           |
| 2021 | Wimbledon            | Veronika Kudermétova | Su-Wei Hsieh Elise Mertens          | 6-3, 5-7, 7-9      |

### Dobles mixto

#### Títulos (1)
| Año  | Campeonato           | Pareja       | Oponentes en la Final       | Resultado        |
| 2016 | Abierto de Australia | Bruno Soares | Coco Vandeweghe Horia Tecău | 6-4, 4-6, [10-5] |

#### Finales (4)
| Año  | Campeonato           | Pareja          | Oponentes en la Final             | Resultado        |
| 2011 | Wimbledon            | Mahesh Bhupathi | Iveta Benešová Jürgen Melzer      | 3-6, 2-6         |
| 2012 | Abierto de Australia | Leander Paes    | Bethanie Mattek-Sands Horia Tecău | 3-6, 7-5, [3-10] |
| 2012 | Wimbledon            | Leander Paes    | Lisa Raymond Mike Bryan           | 3-6, 7-5, 4-6    |
| 2021 | Roland Garros        | Aslán Karatsev  | Desirae Krawczyk Joe Salisbury    | 6-2, 4-6, [5-10] |

## Juegos Olímpicos

### Dobles

#### Medalla de oro
| Año  | Campeonato | Pareja              | Oponentes en la final           | Resultado |
| 2016 | Río 2016   | Yekaterina Makárova | Timea Bacsinszky Martina Hingis | 6-4, 6-4  |

### Dobles mixto

#### Medalla de plata
| Año  | Campeonato | Pareja         | Oponentes en la final                    | Resultado            |
| 2021 | Tokio 2020 | Aslán Karatsev | Anastasiya Pavliuchenkova Andréi Rubliov | 3-6, 7-6(5), [11-13] |

## Títulos WTA (22; 3+19)

### Individual (3)
| Leyenda                                        |
| ---------------------------------------------- |
| Grand Slam (0)                                 |
| Juegos Olímpicos (0)                           |
| WTA Tour Championships/Finals (0)              |
| Tier I, P. Mandatory & Premier 5, WTA 1000 (1) |
| Tier II, Premier, WTA 500 (1)                  |
| Tier III & IV, International, WTA 250 (1)      |

| N.º | Fecha               | Torneo       | Superficie | Oponente en la final | Resultado        |
| --- | ------------------- | ------------ | ---------- | -------------------- | ---------------- |
| 1.  | 12 de enero de 2013 | Hobart       | Dura       | Mona Barthel         | 6-3, 6-4         |
| 2.  | 22 de junio de 2013 | Eastbourne   | Hierba     | Jamie Hampton        | 6-2, 6-1         |
| 3.  | 19 de marzo de 2017 | Indian Wells | Dura       | Svetlana Kuznetsova  | 6-7(6), 7-5, 6-4 |

#### Finalista (7)
| N.º | Fecha                    | Torneo     | Superficie    | Oponente en la final      | Resultado     |
| --- | ------------------------ | ---------- | ------------- | ------------------------- | ------------- |
| 1.  | 10 de enero de 2009      | Auckland   | Dura          | Yelena Dementieva         | 4-6, 1-6      |
| 2.  | 29 de agosto de 2009     | New Haven  | Dura          | Caroline Wozniacki        | 2-6, 4-6      |
| 3.  | 31 de julio de 2010      | Estambul   | Dura          | Anastasiya Pavliuchenkova | 7-5, 5-7, 4-6 |
| 4.  | 25 de septiembre de 2010 | Tashkent   | Dura          | Alla Kudryavtseva         | 4-6, 4-6      |
| 5.  | 10 de abril de 2011      | Charleston | Tierra batida | Caroline Wozniacki        | 2-6, 3-6      |
| 6.  | 5 de mayo de 2012        | Budapest   | Tierra batida | Sara Errani               | 5-7, 4-6      |
| 7.  | 10 de abril de 2016      | Charleston | Tierra batida | Sloane Stephens           | 6-7(4), 2-6   |

### Dobles (19)
| Leyenda                                        |
| ---------------------------------------------- |
| Grand Slam (3)                                 |
| Juegos Olímpicos (1)                           |
| WTA Tour Championships/Finals (1)              |
| Tier I, P. Mandatory & Premier 5, WTA 1000 (8) |
| Tier II, Premier, WTA 500 (3)                  |
| Tier III & IV, International, WTA 250 (3)      |

| N.º | Fecha                   | Torneo            | Superficie    | Pareja              | Oponentes en la final                     | Resultado           |
| --- | ----------------------- | ----------------- | ------------- | ------------------- | ----------------------------------------- | ------------------- |
| 1.  | 6 de noviembre de 2005  | Quebec            | Dura          | Anastasia Rodionova | Līga Dekmeijere Ashley Harkleroad         | 6-7(4), 6-4, 6-2    |
| 2.  | 13 de enero de 2007     | Hobart            | Dura          | Elena Likhovtseva   | Anabel Medina Virginia Ruano              | 2-6, 6-1, 6-2       |
| 3.  | 22 de marzo de 2008     | Indian Wells      | Dura          | Dinara Sáfina       | Yan Zi Jie Zheng                          | 6-1, 1-6, [10-8]    |
| 4.  | 19 de marzo de 2011     | Indian Wells      | Dura          | Sania Mirza         | Bethanie Mattek-Sands Meghann Shaughnessy | 6-0, 7-5            |
| 5.  | 10 de abril de 2011     | Charleston        | Dura          | Sania Mirza         | Bethanie Mattek-Sands Meghann Shaughnessy | 6-4, 6-4            |
| 6.  | 16 de octubre de 2011   | Linz              | Dura          | Marina Erakovic     | Julia Görges Anna-Lena Grönefeld          | 7-5, 6-1            |
| 7.  | 6 de octubre de 2012    | Pekín             | Dura          | Yekaterina Makárova | Nuria Llagostera Sania Mirza              | 7-5, 7-5            |
| 8.  | 21 de octubre de 2012   | Moscú             | Dura (i)      | Yekaterina Makárova | María Kirilenko Nadia Petrova             | 6-3, 1-6, [10-8]    |
| 9.  | 16 de marzo de 2013     | Indian Wells      | Dura          | Yekaterina Makárova | Nadia Petrova Katarina Srebotnik          | 6-3, 1-6, [10-8]    |
| 10. | 9 de junio de 2013      | Roland Garros     | Tierra batida | Yekaterina Makárova | Sara Errani Roberta Vinci                 | 7-5, 6-2            |
| 11. | 6 de septiembre de 2014 | Abierto de EE.UU. | Dura          | Yekaterina Makárova | Martina Hingis Flavia Pennetta            | 2-6, 6-3, 6-2       |
| 12. | 23 de octubre de 2015   | Moscú             | Dura (i)      | Daria Kasátkina     | Irina-Camelia Begu Monica Niculescu       | 6-3, 6-7(7), [10-5] |
| 13. | 31 de julio de 2016     | Montreal          | Dura          | Yekaterina Makárova | Simona Halep Monica Niculescu             | 6-3, 7-6(5)         |
| 14. | 14 de agosto de 2016    | JJ.OO. Río 2016   | Dura          | Yekaterina Makárova | Timea Bacsinszky Martina Hingis           | 6-4, 6-4            |
| 15. | 30 de octubre de 2016   | WTA Finals        | Dura (i)      | Yekaterina Makárova | Bethanie Mattek-Sands Lucie Šafářová      | 7-6(5), 6-3         |
| 16. | 25 de febrero de 2017   | Dubái             | Dura          | Yekaterina Makárova | Andrea Hlaváčková Shuai Peng              | 6-2, 4-6, [10-7]    |
| 17. | 15 de junio de 2017     | Wimbledon         | Hierba        | Yekaterina Makárova | Hao-Ching Chan Monica Niculescu           | 6-0, 6-0            |
| 18. | 13 de agosto de 2017    | Toronto           | Dura          | Yekaterina Makárova | Anna-Lena Grönefeld Květa Peschke         | 6-0, 6-4            |
| 19. | 12 de mayo de 2018      | Madrid            | Tierra batida | Yekaterina Makárova | Tímea Babos Kristina Mladenovic           | 2-6, 6-4, [10-8]    |

#### Finalista (26)
| N.º | Fecha                    | Torneo               | Superficie    | Pareja               | Oponentes en la final                    | Resultado           |
| --- | ------------------------ | -------------------- | ------------- | -------------------- | ---------------------------------------- | ------------------- |
| 1.  | 19 de febrero de 2006    | Bangalore            | Dura          | Anastasia Rodionova  | Sania Mirza Liezel Huber                 | 3-6, 3-6            |
| 2.  | 24 de septiembre de 2006 | Pekín                | Dura          | Anna Chakvetadze     | Paola Suárez Virginia Ruano              | 2-6, 4-6            |
| 3.  | 18 de febrero de 2007    | Amberes              | Carpeta       | Elena Likhovtseva    | Cara Black Liezel Huber                  | 5-7, 6-4, 1-6       |
| 4.  | 6 de mayo de 2007        | Varsovia             | Tierra batida | Elena Likhovtseva    | Vera Dushevina Tatiana Perebiynis        | 5-7, 6-3, [2-10]    |
| 5.  | 13 de abril de 2008      | Amelia Island        | Tierra batida | Victoria Azarenka    | Bethanie Mattek-Sands Vladimíra Uhlířová | 3-6, 1-6            |
| 6.  | 20 de julio de 2008      | Stanford             | Dura          | Vera Zvonareva       | Cara Black Liezel Huber                  | 4-6, 3-6            |
| 7.  | 24 de mayo de 2009       | Roland Garros        | Tierra batida | Victoria Azarenka    | Anabel Medina Virginia Ruano             | 1-6, 1-6            |
| 8.  | 5 de julio de 2010       | Wimbledon            | Hierba        | Vera Zvonareva       | Vania King Yaroslava Shvédova            | 6-7(6), 2-6         |
| 9.  | 4 de junio de 2011       | Roland Garros        | Tierra batida | Sania Mirza          | Andrea Hlaváčková Lucie Hradecká         | 3-6, 4-6            |
| 10. | 25 de febrero de 2012    | Dubái                | Dura          | Sania Mirza          | Liezel Huber Lisa Raymond                | 2-6, 1-6            |
| 11. | 17 de marzo de 2012      | Indian Wells         | Dura          | Sania Mirza          | Liezel Huber Lisa Raymond                | 2-6, 3-6            |
| 12. | 13 de mayo de 2012       | Madrid               | Tierra batida | Yekaterina Makárova  | Sara Errani Roberta Vinci                | 1-6, 6-3, [4-10]    |
| 13. | 20 de mayo de 2012       | Roma                 | Tierra batida | Yekaterina Makárova  | Sara Errani Roberta Vinci                | 2-6, 5-7            |
| 14. | 27 de octubre de 2013    | Tour Championships   | Dura (i)      | Yekaterina Makárova  | Su-Wei Hsieh Shuai Peng                  | 4-6, 5-7            |
| 15. | 24 de enero de 2014      | Abierto de Australia | Dura          | Yekaterina Makárova  | Sara Errani Roberta Vinci                | 4-6, 6-3, 5-7       |
| 16. | 30 de marzo de 2014      | Miami                | Dura          | Yekaterina Makárova  | Martina Hingis Sabine Lisicki            | 6-4, 4-6, [5-10]    |
| 17. | 21 de marzo de 2015      | Indian Wells         | Dura          | Yekaterina Makárova  | Martina Hingis Sania Mirza               | 3-6, 4-6            |
| 18. | 5 de abril de 2015       | Miami                | Dura          | Yekaterina Makárova  | Martina Hingis Sania Mirza               | 5-7, 1-6            |
| 19. | 11 de julio de 2015      | Wimbledon            | Hierba        | Yekaterina Makárova  | Martina Hingis Sania Mirza               | 7-5, 6-7(4), 5-7    |
| 20. | 15 de mayo de 2016       | Roma                 | Tierra batida | Yekaterina Makárova  | Martina Hingis Sania Mirza               | 1-6, 7-6(5), [3-10] |
| 21. | 5 de junio de 2016       | Roland Garros        | Tierra batida | Yekaterina Makárova  | Caroline Garcia Kristina Mladenovic      | 3-6, 6-2, 4-6       |
| 22. | 7 de enero de 2017       | Brisbane             | Dura          | Yekaterina Makárova  | Bethanie Mattek-Sands Sania Mirza        | 2-6, 3-6            |
| 23. | 21 de mayo de 2017       | Roma                 | Tierra batida | Yekaterina Makárova  | Yung-Jan Chan Martina Hingis             | 5-7, 6-7(4)         |
| 24. | 26 de enero de 2018      | Abierto de Australia | Dura          | Yekaterina Makárova  | Tímea Babos Kristina Mladenovic          | 4-6, 3-6            |
| 25. | 17 de marzo de 2018      | Indian Wells         | Dura          | Yekaterina Makárova  | Su-Wei Hsieh Barbora Strýcová            | 4-6, 4-6            |
| 26. | 10 de julio de 2021      | Wimbledon            | Hierba        | Veronika Kudermétova | Su-Wei Hsieh Elise Mertens               | 6-3, 5-7, 7-9       |

## Clasificación en torneos del Grand Slam
| Individuales     |              |              |     |              |              |              |      |              |              |              |      |              |              |              |              |     |      |        |
| Australian Open  | 4R           | 2R           | 3R  | 1R           | 1R           | 1R           | 1R   | 4R           | 1R           | 1R           | -    | 3R           | 2R           | -            | -            | -   | 0/12 | 12-12  |
| Roland Garros    | 1R           | 1R           | 1R  | 2R           | 1R           | 1R           | 1R   | 1R           | 2R           | 3R           | 2R   | 3R           | 1R           | -            | -            | 3R  | 0/14 | 8-14   |
| Wimbledon        | 2R           | 3R           | 2R  | 4R           | 1R           | 2R           | 2R   | 2R           | 2R           | 1R           | SF   | 2R           | -            | -            | -            | 2R  | 0/13 | 18-13  |
| US Open          | 1R           | 1R           | 2R  | 3R           | 1R           | 1R           | 2R   | 2R           | 3R           | 2R           | 3R   | 3R           | -            | -            | -            |     | 0/12 | 12-12  |
| Total G-P        | 4-4          | 3-4          | 4-4 | 6-4          | 0-4          | 1-4          | 2-4  | 5-4          | 4-4          | 3-4          | 8-3  | 7-4          | 1-2          | 0-0          | 0-0          | 2-2 | 0-51 | 50-51  |
| Juegos Olímpicos | No celebrado | No celebrado | A   | No celebrado | No celebrado | No celebrado | A    | No celebrado | No celebrado | No celebrado | A    | No celebrado | No celebrado | No celebrado | No celebrado |     | 0/0  | 0-0    |
| Dobles           |              |              |     |              |              |              |      |              |              |              |      |              |              |              |              |     |      |        |
| Australian Open  | 1R           | 1R           | 2R  | 3R           | 3R           | 2R           | SF   | SF           | F            | CF           | 3R   | CF           | F            | A            | A            | A   | 0/13 | 32-13  |
| Roland Garros    | CF           | 1R           | 2R  | F            | 3R           | F            | CF   | G            | 2R           | SF           | F    | CF           | 1R           | A            | A            | 1R  | 1/14 | 38-13  |
| Wimbledon        | 1R           | 3R           | 2R  | 3R           | F            | SF           | CF   | 3R           | 3R           | F            | CF   | G            | A            | A            | NC           |     | 1/12 | 35-11  |
| US Open          | 3R           | 1R           | 2R  | CF           | CF           | 3R           | 3R   | CF           | G            | 2R           | SF   | 3R           | A            | A            | A            |     | 1/13 | 29-11  |
| Total G-P        | 6-4          | 2-4          | 4-4 | 14-4         | 14-4         | 14-4         | 15-4 | 15-3         | 14-3         | 14-4         | 14-4 | 14-3         | 5-2          | 0-0          | 0-0          | 0-1 | 3-51 | 134-48 |
| Juegos Olímpicos | No celebrado | No celebrado | CF  | No celebrado | No celebrado | No celebrado | CF   | No celebrado | No celebrado | No celebrado | G    | No celebrado | No celebrado | No celebrado | No celebrado |     | 1/3  | 7-2    |